# What Makes a Woman
"What Makes a Woman" là một bài hát của ca sĩ người Mỹ Katy Perry trong album phòng thu thứ sáu của cô, Smile (2020). Nó được Capitol Records phát hành vào ngày 20 tháng 8 năm 2020, dưới dạng đĩa đơn quảng bá đầu tiên và duy nhất trong album.

## Bối cảnh và phát hành
Perry phát hành "What Makes a Woman" dưới dạng đĩa đơn quảng bá vào ngày 20 tháng 8 năm 2020. Cô cũng phát hành một phiên bản acoustic độc quyền trên trang Vevo của mình. Vào tháng 6 năm 2020, cô tiết lộ "What Makes a Woman" được dành tặng cho đứa con gái chưa chào đời của mình, nói rõ: "Đó là hy vọng mà tôi dành cho đứa con tương lai của mình, là cô ấy không có bất kỳ giới hạn nào đối với bất kỳ ước mơ nào của mình, hay điều gì cô ấy muốn trở thành, hoặc cô ấy nghĩ mình là ai."

## Lịch sử phát hành
| Quốc gia | Ngày                | Định dạng                       | Hãng đĩa | Ng.   |
| -------- | ------------------- | ------------------------------- | -------- | ----- |
| Toàn cầu | 20 tháng 8 năm 2020 | Tải kỹ thuật số phát trực tuyến | Capitol  | [ 2 ] |